# Olivia Cooke
Olivia Kate Cooke (Oldham, 27 dicembre 1993) è un'attrice britannica.

## Biografia
Olivia Cooke nacque il 27 dicembre 1993 a Oldham, nella contea della Grande Manchester, dalla rappresentante di vendita Lindsay Wilde e dall'agente di polizia in pensione John Cooke. I suoi genitori divorziarono quando lei era ancora una bambina e assieme a sua sorella andò a vivere con la madre. Ha cominciato a recitare all'età di otto anni all'Oldham Theatre Workshop, un programma di recitazione dopo la scuola nella sua città natale.
Successivamente ha frequentato la Royton and Crompton Academy e studiando recitazione all'Oldham Sixth Form College, lasciando gli studi prima del previsto, per apparire nella miniserie Blackout. Ha recitato nel ruolo di Maria in una produzione universitaria di West Side Story e ha ottenuto il suo primo e ultimo ruolo da protagonista per l'Oldham Theatre Workshop in Prom: The Musical, un remake di Cenerentola. All'età di 14 anni, si assicura il suo primo agente locale. Nel 2012, appare nel video del tour Autumn Term degli One Direction al fianco di Harry Styles.
Nel 2012 recita in tutte e due le miniserie prodotte dalla BBC: Blackout, nei panni della figlia del personaggio di Christopher Eccleston, e The Secret of Crickley Hall, nei panni di una giovane insegnante in un orfanotrofio negli anni '40. L'attrice ha affermato di sentirsi più adatta per la televisione che per il teatro, poiché era imbarazzata dai gesti esagerati a volte richiesti per la recitazione teatrale. Si è inoltre distinta nell'estenuante processo di casting per Le origini del male, che venne in seguito distribuito nell'aprile del 2014, due anni dopo le riprese. Nel 2014 prende parte al film thriller The Signal, al fianco di Laurence Fishburne. Lo stesso anno è la protagonista della pellicola horror Ouija.
Nel 2015 è co-protagonista nel film Quel fantastico peggior anno della mia vita. Per interpretare il ruolo di Rachel, personaggio che combatte la leucemia, l'attrice si è rasata completamente i capelli. Il film è stato presentato in anteprima al Sundance Film Festival, dove è stato premiato con il Grand Jury e il Premio del Pubblico. L'anno successivo è protagonista nella pellicola drammatica Katie Says Goodbye, al fianco di Jim Belushi. Successivamente prende parte a The Limehouse Golem - Mistero sul Tamigi e nel 2017 in Amiche di sangue, lavorando con Anya Taylor-Joy. Nel 2018 viene diretta da Steven Spielberg nella pellicola di fantascienza Ready Player One. L'anno seguente affianca Riz Ahmed nell'acclamato film drammatico Sound of Metal. Dal 2022 è tra i protagonisti della serie prequel de Il Trono di Spade, House of the Dragon, per cui interpreta il ruolo della regina consorte Alicent Hightower.

## Filmografia

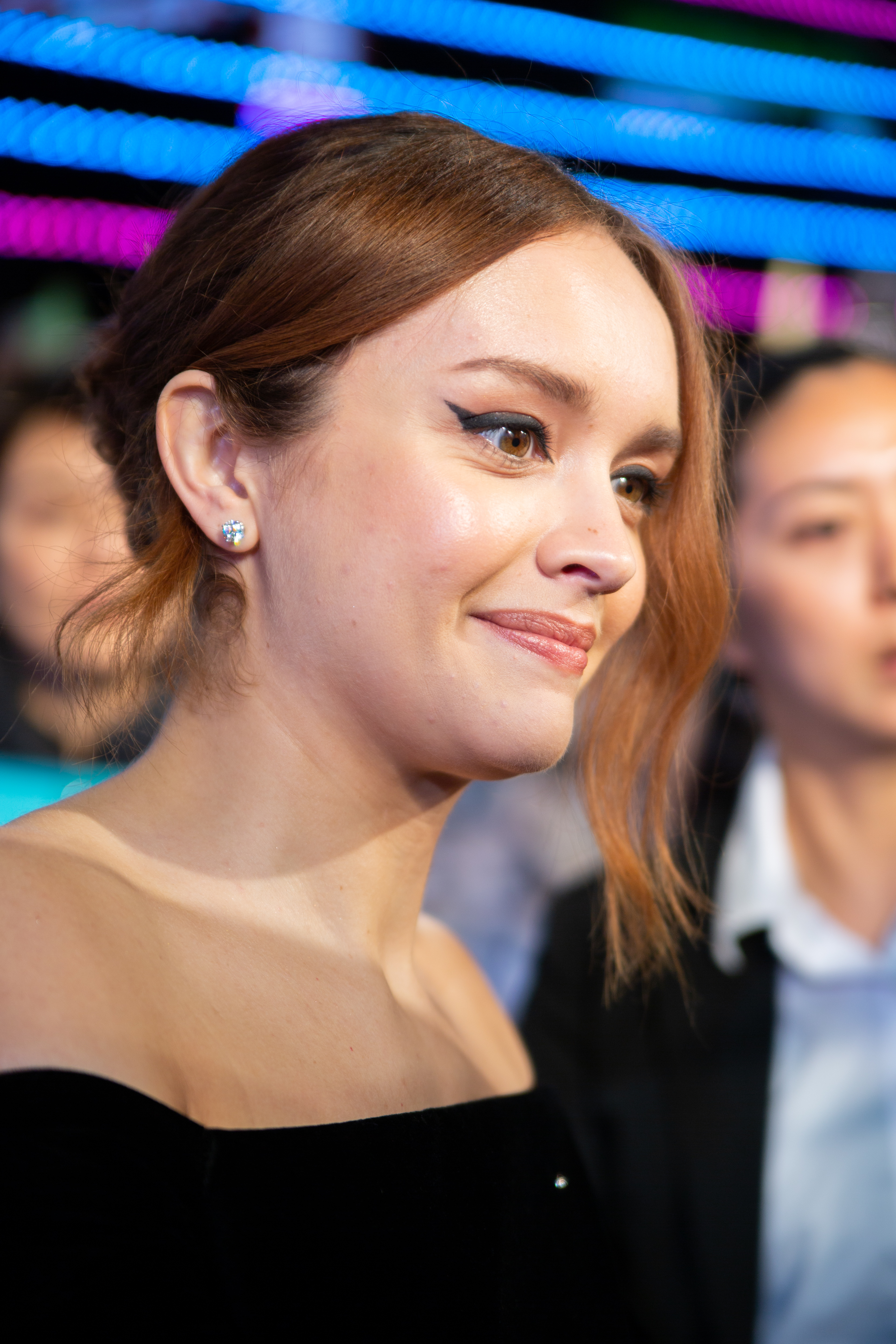
Olivia Cooke alla première giapponese di Ready Player One

### Attrice

#### Cinema
- Le origini del male (The Quiet Ones), regia di John Pogue (2014)
- The Signal, regia di William Eubank (2014)
- Ouija, regia di Stiles White (2014)
- Quel fantastico peggior anno della mia vita (Me & Earl & the Dying Girl), regia di Alfonso Gomez-Rejon (2015)
- Katie Says Goodbye, regia di Wayne Roberts (2016)
- The Limehouse Golem - Mistero sul Tamigi (The Limehouse Golem), regia di Juan Carlos Medina (2016)
- Amiche di sangue (Thoroughbreds), regia di Cory Finley (2017)
- Ready Player One, regia di Steven Spielberg (2018)
- La vita in un attimo (Life Itself), regia di Dan Fogelman (2018)
- Sound of Metal, regia di Darius Marder (2019)
- Little Fish, regia di Chad Hartigan (2020)
- Pixie, regia di Barnaby Thompson (2020)
- Naked Singularity, regia di Chase Palmer (2021)
- The Good Mother, regia di Miles Joris-Peyrafitte (2023)

#### Televisione
- The Secret of Crickley Hall – miniserie TV, 3 puntate (2012)
- Blackout – miniserie TV, 3 puntate (2012)
- Bates Motel – serie TV, 49 episodi (2013-2017)
- Axe Cop – serie TV, 1 episodio (2015)
- Vanity Fair - La fiera delle vanità (Vanity Fair) – miniserie TV, 7 puntate (2018)
- Modern Love – serie TV, episodio 1x07 (2019)
- Slow Horses – serie TV, 3 episodi (2022)
- House of the Dragon – serie TV (2022-in corso)

#### Cortometraggi
- Ruby's Skin, regia di Claire Tailyour (2014)
- Follow the Roses, regia di Jen Steele (2018)

### Produttrice
- Little Fish, regia di Chad Hartigan (2020)

### Doppiatrice
- Luce - Accendi il tuo coraggio (Fireheart), regia di Theodore Ty e Laurent Zeitoun (2022)

## Riconoscimenti
- Empire Awards
  - 2016 – Candidatura per il miglior debutto femminile per Quel fantastico peggior anno della mia vita
- MTV Movie & TV Awards
  - 2018 – Candidatura per il miglior bacio (condiviso con Tye Sheridan) per Ready Player One
  - 2018 – Candidatura per la miglior performance di gruppo (condiviso con Tye Sheridan) per Ready Player One

## Doppiatrici italiane
Nelle versioni in italiano delle opere in cui ha recitato, Olivia Cooke è stata doppiata da:
- Eva Padoan in Bates Motel, The Signal, Ouija, Vanity Fair - La fiera delle vanità, La vita in un attimo, Slow Horses, Naked Singularity, House of the Dragon, The Good Mother
- Rossa Caputo in Amiche di sangue, Modern Love
- Gaia Bolognesi in Quel fantastico peggior anno della mia vita
- Letizia Ciampa in Ready Player One
- Giulia Tarquini in Le origini del male
- Chiara Leoncini in Sound of Metal

Da doppiatrice è stata sostituita da:
- Eva Padoan in Luce - Accendi il tuo coraggio